# Domingos da Apresentação Fernandes
Dom Domingos da Apresentação Fernandes (* 3. Mai 1894 in São João do Souto, Distrikt Braga, Portugal; † 21. Januar 1962 in Aveiro, Portugal) war ein portugiesischer Geistlicher und zweiter Bischof von Aveiro.
Er wurde 1918 zum Priester geweiht und war von 1952 bis 1958 der erste Weihbischof von Aveiro unter Bischof Lima Vidal. Von 1958 bis 1962 folgte er diesem im Bischofsamt nach. Er wurde auf dem Zentralfriedhof von Aveiro beigesetzt. In Aveiro ist eine Straße nach ihm benannt.